# Liste der Wiener Parks und Gartenanlagen/Floridsdorf
Diese Liste umfasst jene Parks und Gartenanlagen, die sich im 21. Wiener Gemeindebezirk Floridsdorf befinden und einen Namen tragen:
| Name                                     | Bild | Standort                                                 | Jahr der Errichtung | Benannt nach | Fläche in m²             | Bauten                                            | Kunstobjekte | Naturdenkmäler                           | Anmerkungen |
| ---------------------------------------- | ---- | -------------------------------------------------------- | ------------------- | --- | ------------------------ | ------------------------------------------------- | --- | ---------------------------------------- | --- |
| Alma-Rosé-Park                           |      | Grellgasse Koordinaten                                   | 2019 (Benennung)    | Alma Rosé | 3.400                    |                                                   | |                                          | |
| Alois-Heidel-Park                        |      | Rußbergstraße Koordinaten                                | 1992 (Benennung)    | Alois Heidel | 1.860                    |                                                   | |                                          | |
| Denglerpark                              |      | Großjedlersdorf Koordinaten                              | 1985 (Benennung)    | der aus Untermassing stammenden Bierbrauerfamilie Dengler                                                                                                  | 19.380                   |                                                   | |                                          | |
| Donauinsel                               |      | Koordinaten                                              | 1988                | | 3.900.000 (Gesamtfläche) |                                                   | Land-art-Objekt „Arbor Inversa“, ein Kirschenhain, der an die japanisch-österreichische Freundschaft erinnern soll                                                                          |                                          | Ursprünglich als Hochwasserschutzmaßnahme angelegt. Größtenteils im 22. Bezirk gelegen (siehe die Liste des 22. Bezirks, dort sind auch die in diesem Teil gelegenen Objekte aufgeführt) |
| Donauschwabenpark                        |      | Großfeldstraße Koordinaten                               | 2011 (Benennung)    | den Donauschwaben | 2.450                    |                                                   | Donauschwaben-Denkmal |                                          | |
| Floridsdorfer Aupark                     |      | Jedleseer Straße Koordinaten                             |                     | den früher hier befindlichen Donauauen | 54.610                   | Pissoir (Fa. Beetz, 1926)                         | |                                          | |
| Franz-Mittasch-Park                      |      | Leopoldauer Platz Koordinaten                            | 2021 (Benennung)    | Franz Mittasch (1932–2015), Fußballer, Lehrer, Musiker, engagierte Persönlichkeit aus Leopoldau                                                            | 2.700                    |                                                   | |                                          | |
| Franz-Polly-Park                         |      | Obergfellplatz Koordinaten                               | 1992 (Benennung)    | Franz Polly (1902–1990), langjähriger Leiter des Floridsdorfer Bezirksmuseums                                                                              | 4.840                    |                                                   | |                                          | |
| Freiligrathpark                          |      | Freiligrathplatz Koordinaten                             | 1927                | Ferdinand Freiligrath | 11.540                   |                                                   | | 782 (Zwei Silberpappeln)                 | Volkstümlich nach seiner abschüssigen Geländebeschaffenheit Gruam (= Grube) genannt |
| Friessneggpark                           |      | Leopoldauer Straße Koordinaten                           | 1997 (Benennung)    | Anna (1899–1965) und Ludwig Friessnegg (1897–1966), versteckten während der NS-Zeit eine Jüdin und versorgten Zwangsarbeiter mit Lebensmittel und Kleidung | 5.900                    |                                                   | |                                          | |
| Fritz-Jöchlinger-Park                    |      | Aderklaaer Straße Koordinaten                            | 2022 (Benennung)    | Fritz Jöchlinger, Lehrer an der angrenzenden Kooperativen Mittelschule Leopoldau                                                                           | 1.200                    |                                                   | Frühbarocker Bildstock aus der Zeit um 1680 |                                          | |
| Grete-und-Otto-Ascher-Park               |      | Jedleseer Straße Koordinaten                             | 2007 (Benennung)    | Grete (1917–2005) und Otto Ascher (1925–2006), Emigranten in der NS-Zeit, engagierten sich nach dem Krieg in sozialen Projekten                            | 1.440                    |                                                   | |                                          | |
| Hans-Hirsch-Park                         |      | zwischen Töllergasse und Hassingergasse Koordinaten      | 1924                | Hans Hirsch | 7.660                    |                                                   | Grabdenkmal von Franz Plankenbüchler (1852–1894, Bürgermeister von Donaufeld) und seiner Familie, Inschriftenstein mit Parkwidmung, ein altes Friedhofskreuz mit Corpus-Christi-Darstellung |                                          | Anstelle des Donaufelder Friedhofes |
| Hans-Smital-Park                         |      | Galvanigasse Koordinaten                                 | 1966 (Benennung)    | Hans Smital (1860–1935), Bezirksschulinspektor und Heimatkundler                                                                                           | 5.350                    |                                                   | |                                          | Gelände hinter dem unter Schutz stehenden Bezirksmuseum Floridsdorf („Mautner-Schlössl“, 1909), vor dessen Eingang befindet sich auch ein Gedenkstein für Smital                         |
| Hedwig-und-Johann-Schneider-Park         |      | Kürschnergasse Koordinaten                               | 2011 (Benennung)    | Hedwig (1910–1942) und Johann Schneider (1909–1942), Widerstandskämpfer                                                                                    | 11.720                   |                                                   | |                                          | |
| Heisspark                                |      | Dattlergasse Koordinaten                                 | 1997                | Ernst W. Heiss (1929–1991), Architekt und Landschaftsplaner, „Vater der Donauinsel“                                                                        | 5.280                    |                                                   | |                                          | |
| Helma-Pavlis-Park                        |      | Strebersdorfer Platz Koordinaten                         | 1998 (Benennung)    | Helma Pavlis (1933–1985), Volksschuldirektorin | 1.690                    |                                                   | |                                          | |
| Jedleseer Aupark                         |      | Christian-Bucher-Gasse / Überfuhrstraße Koordinaten      |                     | dem ehemaligen Vorort Jedlesee | 110.000                  |                                                   | Denkmal für Johann von O’Brien (A. Weinguni, 1909) | 123 (gesamte Fläche des Auwaldbestandes) | Name inoffiziell |
| Josef-Grössing-Park                      |      | Geradorfer Straße Koordinaten                            | 1997 (Benennung)    | Josef Grössing (1919–1927), Opfer der Ereignisse von Schattendorf                                                                                          | 10.020                   |                                                   | |                                          | |
| Joseph-Samuel-Bloch-Park                 |      | Hossplatz Koordinaten                                    | 2002 (Benennung)    | Joseph Samuel Bloch | 2.510                    |                                                   | |                                          | |
| Karl-Brunner-Park                        |      | Liebleitnergasse Koordinaten                             |                     | Karl Brunner (1867–1955), Schuldirektor und Stammersdorfer Ehrenbürger. Er trat 1940 der NSDAP bei, was er nach dem Krieg verleugnete.                     | 1.580                    |                                                   | |                                          | |
| Karl-Seidl-Park                          |      | Leopoldauer Platz Koordinaten                            | 1995 (Benennung)    | Karl Seidl (1905–1971), Gastwirt und Musiker, Begründer der Leopoldauer Blaskapelle                                                                        | 8.010                    |                                                   | Statue des Hl. Leopold (17. Jh.), Rundmosaik am Zierteich |                                          | |
| Kleingartenjubiläumspark                 |      | Arnoldgasse Koordinaten                                  | 2022 (Benennung)    | den angrenzenden Kleingärten | 2.100                    |                                                   | |                                          | |
| Lagerwiese Angelibad (Angeliwiese)       |      | Birnersteig Koordinaten                                  |                     | Hans Angeli (1859–1925), Gemeinderat | 30.240                   |                                                   | |                                          | |
| Lagerwiese Dragonerhäufel                |      | Romaplatz Koordinaten                                    |                     | den im Krieg von 1809 sich bewährt habenden Dragonern | 35.930                   |                                                   | |                                          | |
| Lorettowiese (Lagerwiese Überfuhfstraße) |      | Überfuhrstraße Koordinaten                               |                     | dem Patrozinium der nahegelegenen Jedleseer Pfarrkirche | 30.000                   |                                                   | |                                          | Kein offizieller Name, aber auf der Erklärungstafel so bezeichnet |
| Marie-Schuller-Park                      |      | Demmergasse Koordinaten                                  | 1961 (Benennung)    | Marie Schuller (1863–1944), Gemeinderätin, Mitbegründerin des Arbeiter-Samariterbundes Floridsdorf                                                         | 6.500                    |                                                   | Springbrunnen mit mosaizierter Säule (Seebacher) |                                          | |
| Paul-Hock-Park                           |      | Brünner Straße Koordinaten                               | 1925                | Paul Hock (1857–1924), erster Bezirkshauptmann von Floridsdorf                                                                                             | 5.150                    |                                                   | |                                          | An Stelle des Floridsdorfer Friedhofs |
| Reinbergerpark                           |      | Hutterplatz Koordinaten                                  | 2016 (Benennung)    | Helmut Reinberger |                          |                                                   | |                                          | |
| Schulbrüderpark                          |      | Irenäusgasse Koordinaten                                 |                     | dem Schulbrüderorden | 900                      |                                                   | |                                          | Namensgebung in Bezug auf das nahegelegene Institut der Schulbrüder |
| Schweiglpark                             |      | Siemensstraße Koordinaten                                | 2011 (Benennung)    | Karl Schweigl (1895–1966), Kaufmann | 1.650                    |                                                   | sogenanntes Kugelkreuz (Bildstock aus ca. 1680) |                                          | Kugelkreuz unter Schutz |
| Stammersdorfer Bahnhofspark              |      | Brünner Straße Koordinaten                               |                     | dem ehemals hier befindlichen Bahnhof | 920                      | ehemaliges Aufnahmsgebäude, Heizhaus Stammersdorf | |                                          | Heizhaus unter Schutz |
| Teresa-Tauscher-Park                     |      | zwischen Leopoldauer Straße und Satzingerweg Koordinaten |                     | Maria Tauscher (Ordensname Maria Teresa) | 41.500                   |                                                   | |                                          | |
| Tora-San-Park                            |      | Broßmannplatz Koordinaten                                | 2009                | dem 1989 in Strebersdorf gedrehten Film „Tora-san in Wien“                                                                                                 | 5.580                    |                                                   | |                                          | Park im Stil eines japanischen Gartens, Errichtung im Zusammenhang mit der Verpartnerung von Floridsdorf und Katsushika                                                                  |
| Vilma-Webenau-Park                       |      | Schlossergasse Koordinaten                               | 2022 (Benennung)    | Vilma von Webenau | 36.700                   |                                                   | |                                          | Umbenennung der Schlosserwiese (Lagerwiese Schlossergasse), eine der Grünflächen auf dem Gebiet der Schwarzen Lacke                                                                      |
| Waldpark Koloniestraße                   |      | Koloniestraße Koordinaten                                |                     | der Koloniestraße, diese wiederum nach einer Kleingartensiedlung („Nordwestbahnkolonie“)                                                                   | 27.400                   |                                                   | |                                          | |
| Wasserpark                               |      | Floridsdorfer Hauptstraße Koordinaten                    | 1929                | den hier befindlichen Gewässern | 168.770                  | Drei spitzbogige Brücken im japanischen Stil      | Bronzeplastik Storchenpaar (Endstorfer, 1958) |                                          | Umwandlung eines durch die Wiener Donauregulierung entstandenen Brachlandes |